# 克利珀頓島石斑魚
克利珀頓島石斑魚，為輻鰭魚綱鱸形目鱸亞目鮨科的其中一種，分布於中東太平洋區的克利珀頓島等海域，棲息深度10-20公尺，為底棲性魚類，屬肉食性，生活習性不明。

## 擴展閱讀
維基物種上的相關：克利珀頓島石斑魚